# Batolito

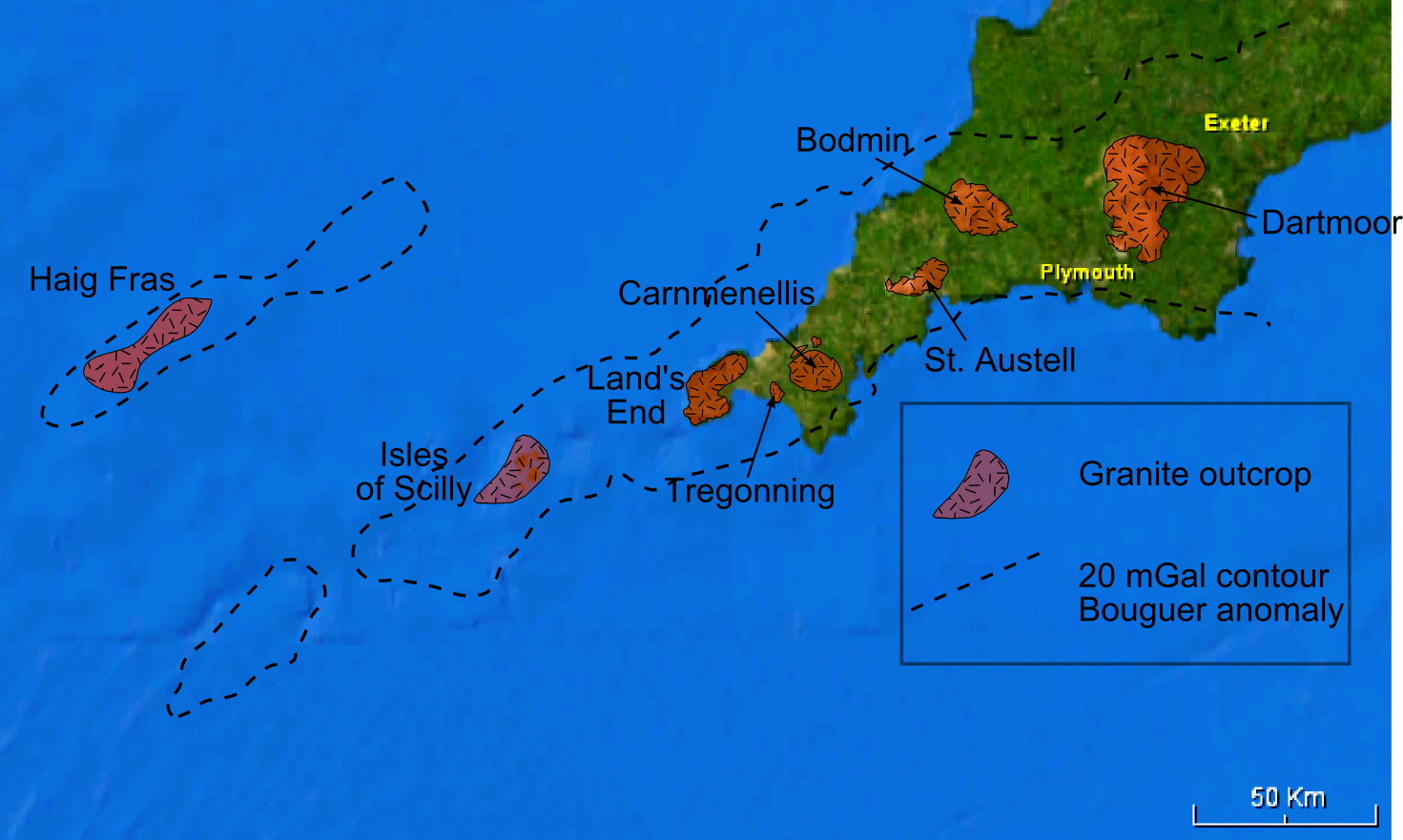
Mapa del Batolito cornubiano en el sudoeste de Inglaterra. Se aprecian las principales afloraciones de granito. El contorno de 20 mGal de anomalía de Bouguer también aparece ya que indica la ubicación de las anomalías de gravedad negativas asociadas a intrusiones ígneas en corteza continental.

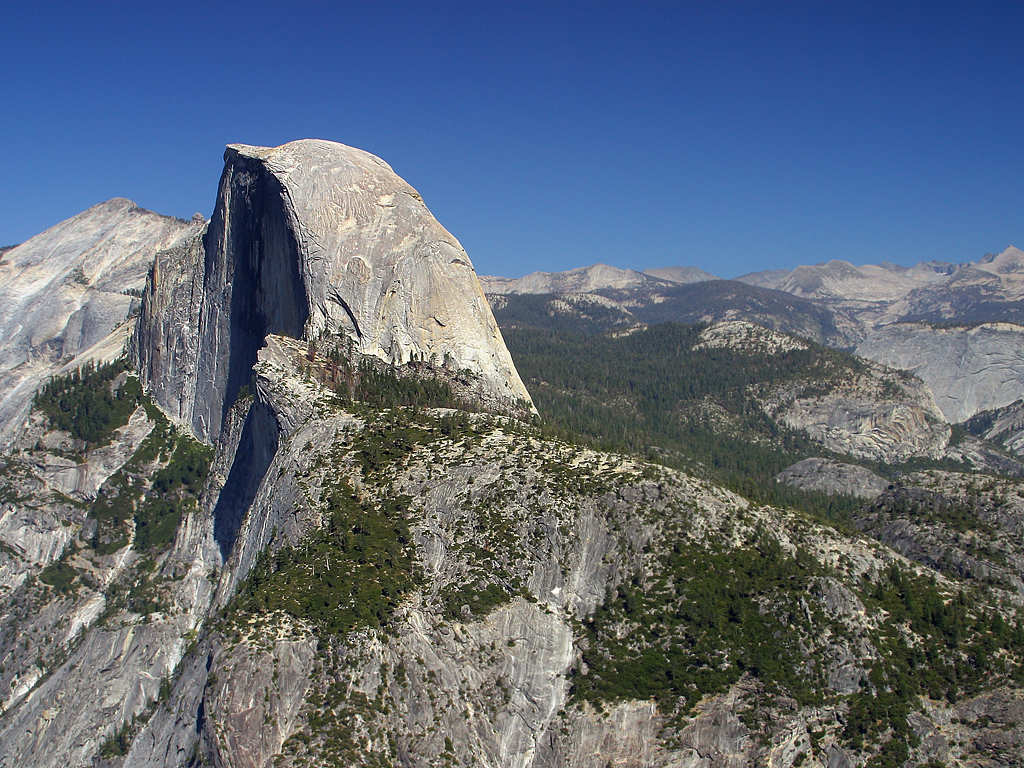
Half Dome (Medio Domo) en el parque nacional de Yosemite es parte del Batolito de Nevada

Un batolito (del griego, bathos y lithos que significan profundo y piedra respectivamente) es una masa extensa de granitoides que se extiende por cientos de kilómetros y cubre más de 100 kilómetros cuadrados en la corteza terrestre. Los batolitos están compuestos por múltiples plutones individuales los cuales pueden solaparse o intersecarse. Los grandes volúmenes de los batolitos se deben a una cuantiosa y repetida producción de magma durante periodos de orogénesis.

## Batolitos
- Batolito granítico de Los Pedroches (Córdoba, España)
- Batolito de Sierra Nevada
- Batolito de la Sierra de Andújar Jaén.
- Batolito cornubiano
- Batolito Costero Peruano
- Batolito de la Cordillera Blanca
- Batolito costero de Chile central
- Batolito de la Cordillera Blanca
- Batolito de Chiapas[5]
- Batolito de Vilcabamba
- Batolito de Panguipulli
- Batolito Patagónico
- Batolito de Colangüil
- Batolito de San Lorenzo
- Batolito  antioqueño
- La Pedriza
- Batolito de Santa Olalla del Cala (Huelva) IELIG - AND389: Batolito de Santa Olalla del Cala (igme.es)